# Вільям Лустіг
Вільям Лустіг (англ. William Lustig; 1 лютого 1955, Бронкс, Нью-Йорк), також відомий як Білл Лустіг, — американський режисер і продюсер, який працював в основному в жанрі фільму жахів. Племінник чемпіона з боксу — Джейка Ламотти.

## Кар'єра
Як режисер, Лустіг є найвідомішим за його фільми Маніяк, Карателі, Дядя Сем, і Маніяк поліцейський. Лустіг також працював актором, граючи невеликі ролі у своїх власних фільмах, а також у фільмах Сема Реймі. Лустіг є засновником і керівником знаменитої компанії «Blue Underground», що випускає на різноманітних носіях фільми категорії «B» і «C», знятих за всю історію кінематографа. Цей бізнес плавно перетік у Лустіга з хобі: коли він займався режисурою своїх фільмів, та на гонорари купував права на старі і маловідомі фільми, реставрував їх і записував на цифрові носії. Коли DVD отримали широке поширення, Лустіг вирішив захоплення зробити бізнесом. До 2001 року він займався реставрацією старих і забутих картин для компанії «Anchor Bay», а потім організував власну фірму. Режисер зняв свій перший фільм у 21-річному віці. Лустіг був статистом на зйомках фільму «Жага смерті» (1974) з Чарльзом Бронсоном в головній ролі. У дитинстві Вільям працював білетером в кінотеатрі в Нью-Джерсі, тому переглянув безліч фільмів, що демонструвалися на 42-й вулиці Нью-Йорка. Лустіг заявляв, що бачив фільм «Звільнення» (1971) не менше сімдесяти разів. Лустіг починав свою кар'єру в кіно, працюючи над порнографічними фільмами, де виконував найрізноманітніші функції. Популярність до Лустіга прийшла після появи культового фільму жахів «Маніяк» з Джо Спінеллом в головній ролі і кривавими спецефектами Тома Савіні. Режисер був членом журі міжнародного кінофестивалю в Брюсселі в 2007 році. У 1998 році на кінофестивалі «Fantafestival» Лустігу вручили приз за внесок у кіномистецтво.

## Фільмографія

### Режисер
- 1977 — The Violation of Claudia (короткометражний)
- 1978 — Hot Honey (короткометражний)
- 1980 — Маніяк / Maniac
- 1988 — Маніяк-поліцейський / Maniac Cop
- 1989 — Список жертв / Hit List
- 1989 — Безжалісний / Relentless
- 1990 — Маніяк-поліцейський 2 / Maniac Cop 2
- 1993 — Маніяк-поліцейський 3 / Maniac Cop 3: Badge of Silence
- 1995 — Експерт / The Expert
- 1996 — Дядя Сем / Uncle Sam

### Продюсер
- 1980 — Маніяк / Maniac
- 1982 — Карателі / Vigilante
- 2012 — Маніяк / Maniac

### Актор
- 1980 — Маніяк / Maniac — адміністратор готелю
- 1982 — Карателі / Vigilante — людина біля ліфта
- 1989 — Безжалісний / Relentless — поліцейський
- 1990 — Людина пітьми / Darkman — докер
- 1992 — Армія темряви / Army of Darkness — Fake Shemp